# Вертодром

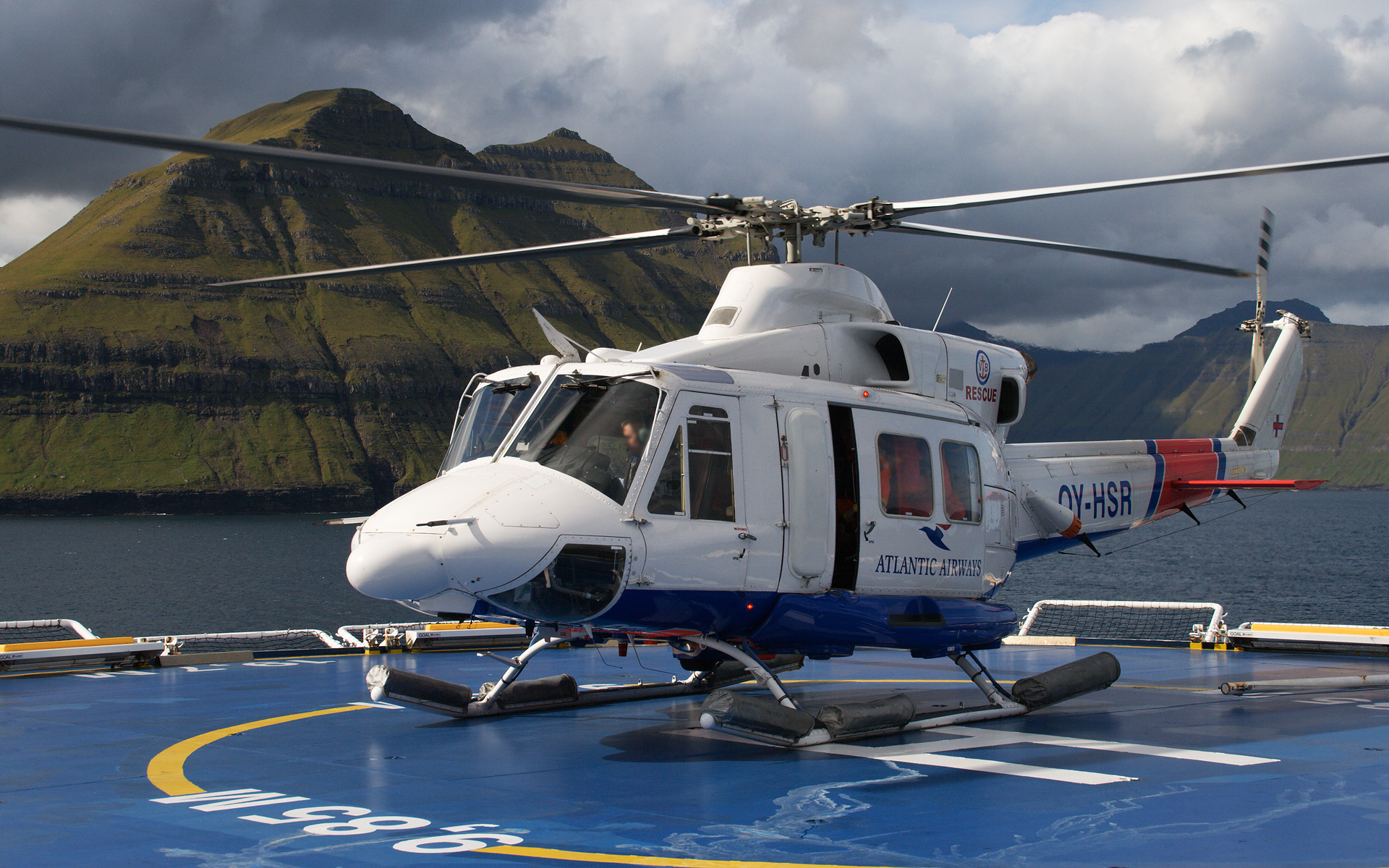
Вертоліт Аґуста-Бел AB 412EP авіакомпанії Atlantsflog - Atlantic Airways на вертодромі на острові Норьона, на Фарерах.

Геліпорт (від англ. heliport) чи вертодро́м (від рос. вертодром) — майданчик або аеродром для зльоту, посадки і стоянки гелікоптерів (вертольотів) із спорудами та обладнанням для їх обслуговування.
Вертодром – аеродром або майданчик на землі, на воді чи на споруді, призначений повністю або частково для прибуття, відправлення та руху вертольотів по його поверхні.

Структура вертодрома включає такі аеродромні об'єкти:
1. поверхні (штучні, ґрунтові або водні), призначені для посадки, зльоту, руху, стоянки повітряних суден, руху наземного транспорту на території аеродрому;
2. ґрунтові елементи аеродрому;
3. об'єкти обслуговування повітряного руху;
4. засоби зв'язку, навігації та спостереження;
5. візуальні засоби забезпечення польотів;
6. об'єкти та засоби аварійно-рятувального та протипожежного забезпечення, забезпечення авіаційної безпеки, метеорологічного обслуговування, електрозабезпечення аеродрому;
7. споруди та мережі інженерних комунікацій, що забезпечують роботу аеродромних об'єктів.[1]